# Huh Chang-soo

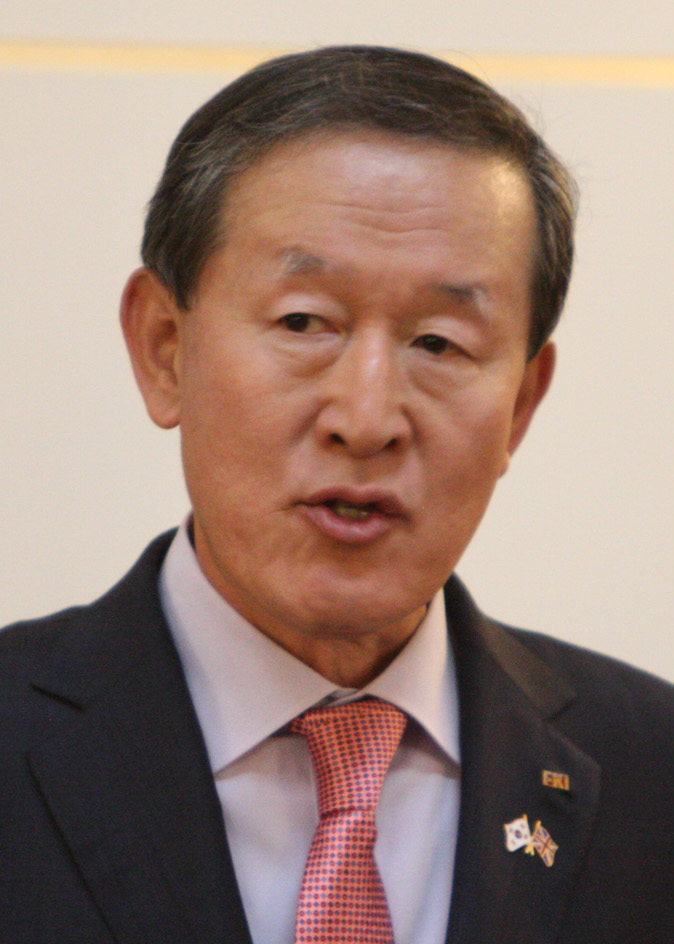
Huh Chang-soo (2013)

Huh Chang-soo (* 6. Oktober 1948 in Jinju, Südkorea) ist ein südkoreanischer Manager.

## Leben
Huh Chang-soo leitet das südkoreanische Unternehmen GS Group. Er ist Präsident des südkoreanischen Fußballvereins FC Seoul. Nach Angaben des US-amerikanischen Forbes Magazines gehört Huh zu den reichsten Südkoreanern. Huh Chang-soo ist verheiratet und hat zwei Kinder.